# Лосано, Антони
Антони Рубен Лосано Колон (исп. Anthony Rubén Lozano Colón; род. 25 апреля 1993, Йоро) — гондурасский футболист, нападающий клуба «Хетафе» и сборной Гондураса. Выступает на правах аренды за клуб «Альмерия». Участник Олимпийских игр в Лондоне и Олимпийских игр 2016 в Рио-де-Жанейро.
Старший брат Антони — Луис Рамос, также профессиональный футболист.

## Клубная карьера

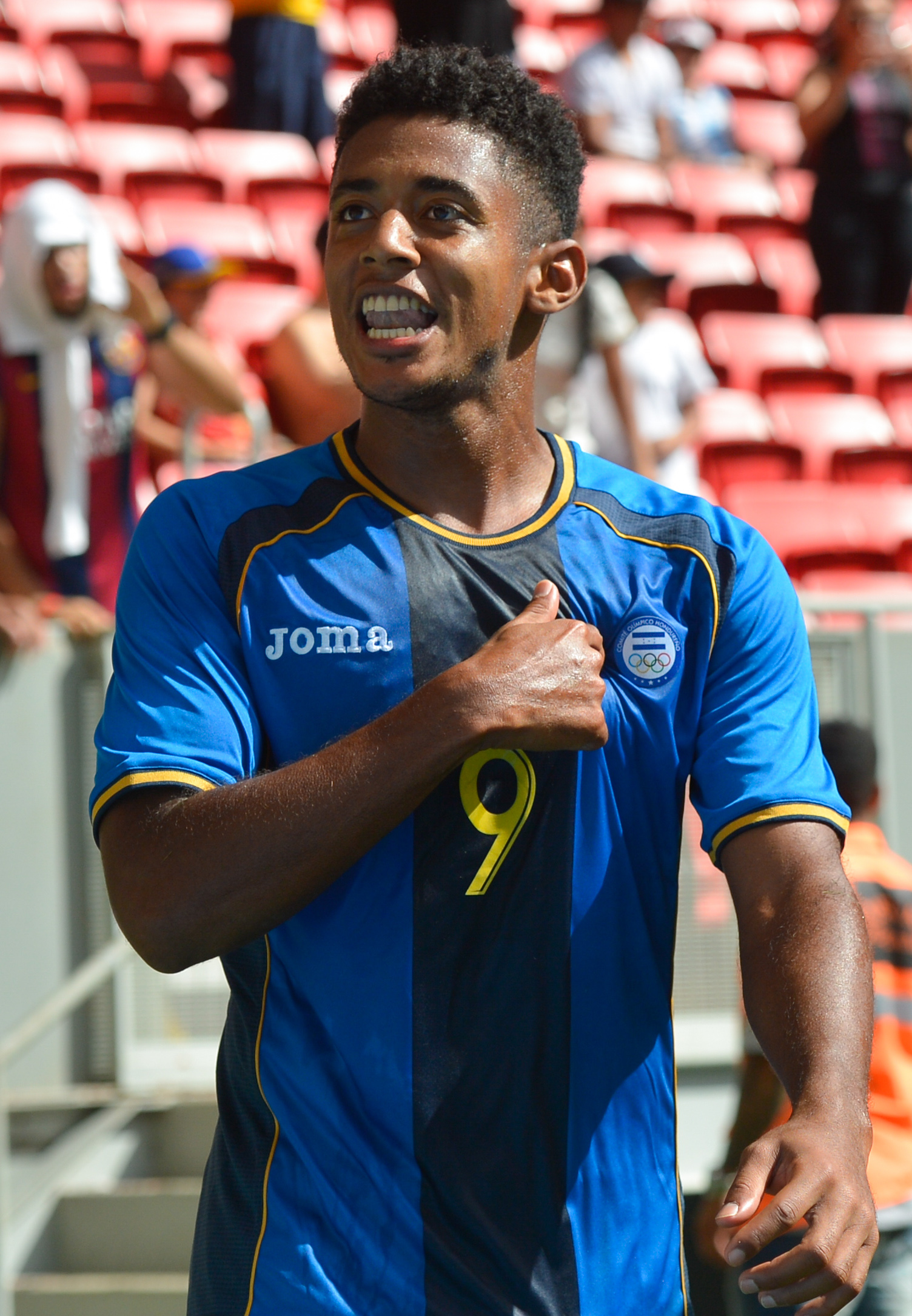
Лосано в составе олимпийской сборной Гондураса

Лосано начал карьеру в клубе «Олимпия» из Тегусигальпы. 11 января 2009 года в матче против «Виды» он в возрасте 15 лет дебютировал в чемпионате Гондураса. 21 февраля 2010 года в поединке против «Виктории» Антони сделал хет-трик, забив свои первые голы за команду.
Многие клубы заинтересовались Лосано, он даже некоторое время тренировался с английским «Тоттенхэм Хотспур».
В 2011 году Антони присоединился к молодёжной команде испанской «Валенсии». Для получения игровой практики и удачной адаптации Лосано был отдан в аренду в «Алькояно». 3 сентября в матче против «Лас-Пальмас» он дебютировал в Сегунде. 1 октября в поединке против «Картахены» Антони забил свой первый гол за новую команду. После окончания аренды Лосано вернулся в «Валенсия Месталья». Он получил место в основе и провёл почти полный сезон без замен, но забить смог лишь раз.
В 2013 году Антони вернулся в «Олимпию». После возвращения в родную среду Лосано начал забивать почти в каждом матче, став главной ударной силой клуба. В поединках Лиги чемпионов КОНКАКАФ против гайанского «Альфа Юнайтед» и американского «Портленд Тимберс» он забил четыре гола.
Летом 2015 года Антони на правах двухгодичной аренды перешёл в «Тенерифе». 23 августа в матче против «Нумансии» он дебютировал в Сегунде. 30 августа в поединке против «Химнастика» из Таррагоны Лосано забил свой первый гол за «Тенерифе».
Летом 2017 года Антони перешёл в резервную команду «Барселоны». Сумма трансфера составила 1,5 млн евро. В матче против «Реал Вальядолида» он дебютировал за «Барселону B». В этом же поединке Лосано забил свой первый гол.
В начале 2018 года Антони перешёл в «Жирону». Сумма трансфера составила 1,75 млн евро. 11 февраля в матче против «Севильи» он дебютировал Ла Лиге, заменив во втором тайме Майкла Олунгу. 3 марта в поединке против «Вильярреала» Антони забил свой первый гол за «Жирону».

## Международная карьера
Лосано очень удачно выступал на юношеском уровне. Он забил 11 голов в 8 матчах за национальную команду, включая мячи на таких турнирах, как юношеский чемпионат КОНКАКАФ и юношеский чемпионат мира.
В 2011 году в составе молодёжной сборной Гондураса Антони принял участие в молодёжном чемпионате КОНКАКАФ в Гватемале. На турнире он сыграл в матчах против команд Ямайки, Гватемалы и Панамы. В поединке против гватемальцев Лосано забил гол.
11 августа 2011 года в товарищеском матче против сборной Венесуэлы Антони дебютировал за сборную Гондураса, заменив во втором тайме Карло Костли.
Летом 2012 года Лосано был включен в заявку национальной команды на поездку в Лондон на Олимпийские игры. На турнире он принял участие в матчах против команд Испании, Марокко, Бразилии и Японии.
14 сентября 2014 в матче Центральноамериканского кубка против сборной Никарагуа он забил свой первый гол за национальную команду.
В 2015 году в составе национальной команды Антони принял участие в розыгрыше Золотого кубка КОНКАКАФ. На турнире он сыграл в матче против сборной Гаити, США и Панамы.
В 2016 году в составе олимпийской сборной Гондураса Лосано принял участие в Олимпийских играх в Рио-де-Жанейро. На турнире он сыграл в матчах против команд Алжира, Португалии, Аргентины, Южной Кореи, Бразилии и Нигерии. В поединках против алжирцев, аргентинцев и нигерийцев Антони забил три гола.
В 2017 году в составе сборной Лосано принял участие в розыгрыше Золотого кубка КОНКАКАФ. На турнире он был запасным и не сыграл ни минуты.
В 2019 году Лосано был включён в состав сборной Гондураса на Золотой кубок КОНКАКАФ. В первом матче в групповом раунде против сборной Ямайки забил гол на 54-й минуте, однако его команда уступила со счётом 2:3.

### Голы за сборную Гондураса (до 23)
| #  | Дата            | Место                                    | Противник         | Счёт | Результат | Соревнование                         |
| -- | --------------- | ---------------------------------------- | ----------------- | ---- | --------- | ------------------------------------ |
| 1. | 27 марта 2012   | Стабхаб Сентер, Карсон, США              | Тринидад и Тобаго | 2:0  | 2:0       | Олимпийская игры 2012 (квалификация) |
| 2. | 31 марта 2012   | Чилдренс Мёрси Парк, Канзас-Сити, США    | Сальвадор         | 0:1  | 2:3       | Олимпийская игры 2012 (квалификация) |
| 3. | 2 октября 2015  | Стабхаб Сентер, Карсон, США              | Республика Гаити  | 1:0  | 1:0       | Олимпийская игры 2016 (квалификация) |
| 4. | 4 октября 2015  | Стабхаб Сентер, Карсон, США              | Коста-Рика        | 0:1  | 0:2       | Олимпийская игры 2016 (квалификация) |
| 5. | 4 августа 2016  | Энженьян, Рио-де-Жанейро, Бразилия       | Алжир             | 3:2  | 3:2       | Олимпийские игры 2016                |
| 6. | 10 августа 2016 | Национальный стадион, Бразилиа, Бразилия | Аргентина         | 0:1  | 1:1       | Олимпийские игры 2016                |
| 7. | 20 августа 2016 | Минейран, Белу-Оризонти, Бразилия        | Нигерия           | 3:1  | 3:2       | Олимпийские игры 2016                |

### Голы за сборную Гондураса
| #   | Дата             | Место                                            | Противник          | Счёт | Результат | Соревнование                               |
| --- | ---------------- | ------------------------------------------------ | ------------------ | ---- | --------- | ------------------------------------------ |
| 01. | 14 сентября 2014 | Мемориальный колизей, Лос-Анджелес, США          | Никарагуа          | 1:0  | 1:0       | Центральноамериканский кубок 2014          |
| 02. | 5 февраля 2015   | Олимпико Метрополитано, Сан-Педро-Сула, Гондурас | Венесуэла          | 1:3  | 2:3       | Товарищеский матч                          |
| 03. | 12 февраля 2015  | Агустин Товар, Баринас, Венесуэла                | Венесуэла          | 0:1  | 2:1       | Товарищеский матч                          |
| 04. | 29 марта 2015    | Олимпико Метрополитано, Сан-Педро-Сула, Гондурас | Французская Гвиана | 3:0  | 3:0       | Золотой кубок КОНКАКАФ 2015 (квалификация) |
| 05. | 31 мая 2015      | РФК Стэдиум, Вашингтон, США                      | Сальвадор          | 2:0  | 2:0       | Товарищеский матч                          |
| 06. | 26 марта 2016    | Кускатлан, Сан-Сальвадор, Сальвадор              | Сальвадор          | 1:2  | 2:2       | Чемпионат мира 2018 (квалификация)         |
| 07. | 28 марта 2017    | Франсиско Морасан, Сан-Педро-Сула, Гондурас      | Коста-Рика         | 1:0  | 1:0       | Чемпионат мира 2018 (квалификация)         |
| 08. | 16 ноября 2018   | Тибурсио Кариас Андино, Тегусигальпа, Гондурас   | Панама             | 1:0  | 1:0       | Товарищеский матч                          |
| 09. | 17 июня 2019     | Индепенденс Парк, Кингстон, Ямайка               | Ямайка             | 1:2  | 2:3       | Золотой кубок КОНКАКАФ 2019                |